# Prunella strophiata

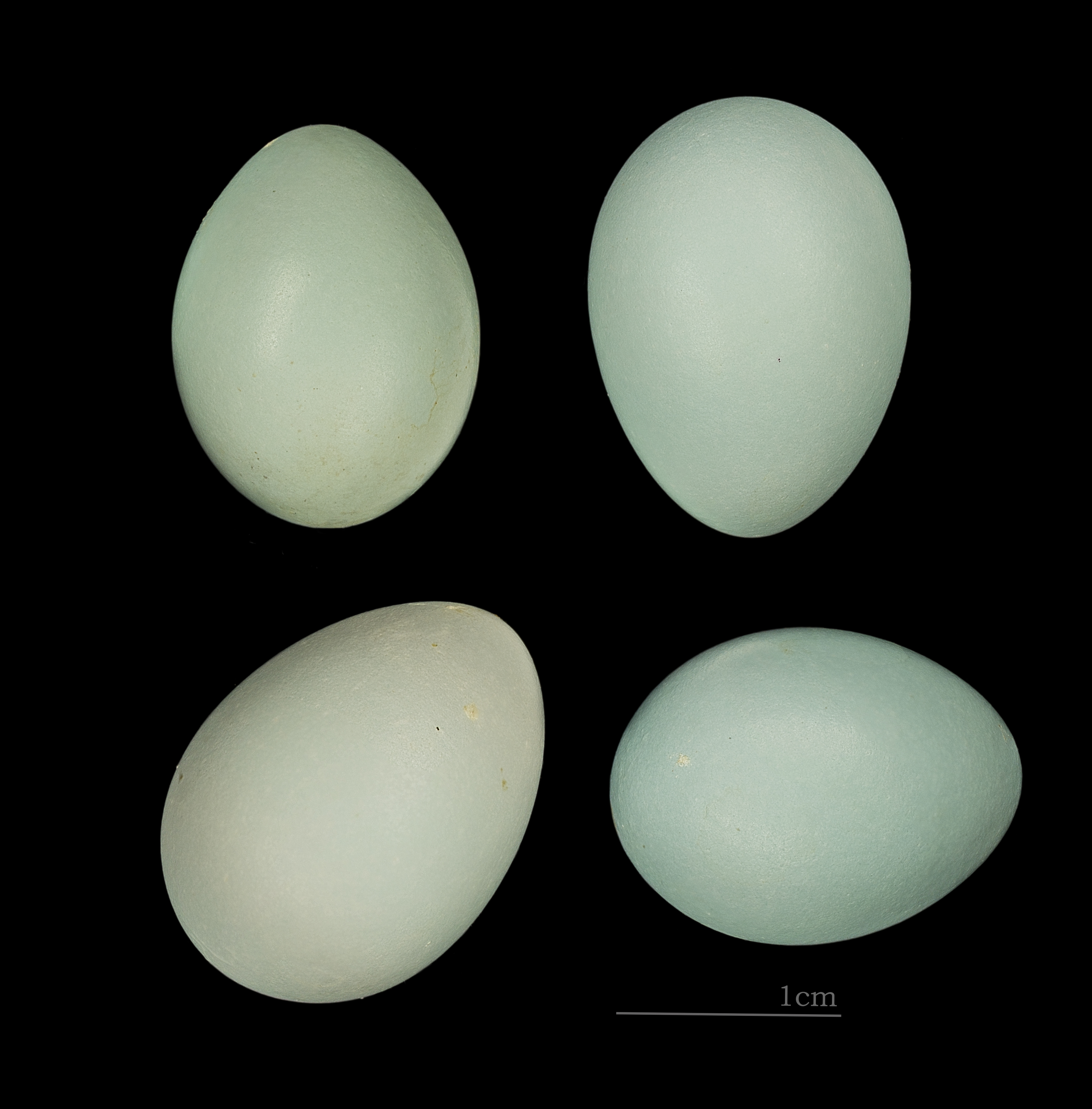
Prunella strophiata

Prunella strophiata là một loài chim trong họ Prunellidae.